# Antonio María García Durán (Francés)
Antonio María García Durán (4 de junio de 1880 - 10 de octubre de 1964) fue un humanista, explorador arqueológico y servidor público dominicano. Destacó por sus estudios sobre el patrimonio indígena y su contribución al desarrollo de Constanza.

## Biografía

### Vida y formación
Nació en Jarabacoa, hijo de Vicente García y Silvana Durán. Durante su adolescencia, residió en La Vega, donde estudió farmacia y otras disciplinas. En 1897, se trasladó a Constanza, donde desarrolló su interés por la arqueología y la gestión comunitaria.  

### Contribuciones arqueológicas
García Durán investigó varios yacimientos arqueológicos, especializándose en la cultura taína. En 1923, descubrió las Piedras Letradas, un conjunto de petroglifos ubicado en el Parque Nacional José Armando Bermúdez.  
Además, exploró cementerios indígenas, encontrando restos arqueológicos de relevancia, algunos de los cuales fueron donados a investigadores nacionales e internacionales.

### Conservación ecológica y exploración científica
Como guardabosques, promovió la conservación de los recursos naturales de Constanza. Su conocimiento geográfico fue destacado en el estudio Una excursión al Monte Tina de Federico W. Lithgow.  
En reconocimiento a su labor, el Congreso Nacional de la República Dominicana designó una montaña con el nombre de Loma Francés.  

### Servicio público y desarrollo urbano
García Durán ocupó múltiples cargos en el ayuntamiento de Constanza, incluyendo:
- Regidor del primer ayuntamiento durante el gobierno de Ulises Heureaux.
- Síndico municipal en varias ocasiones (1908, 1936-1938).
- Presidente del Ayuntamiento y Regidor en distintos períodos.
- Fiscalizador del Juzgado de Paz, Inspector de Sanidad y Oficial del Estado Civil.
- Comandante de Armas, Comisario y Jefe Comunal.

En 1908, diseñó el primer trazado urbano científico de Constanza y promovió la creación de una escuela subvencionada por el ayuntamiento.

### Labor periodística y reconocimiento nacional
En 1928, dirigió la redacción del periódico Valle Nuevo y fue corresponsal del Listín Diario por un breve período.
El 12 de febrero de 1975, el Congreso Nacional promulgó la Ley n.º 267, designando con su nombre una calle principal de Constanza.

## Vida personal
El 16 de septiembre de 1918, contrajo matrimonio con Gumercinda Cabral Gratereaux, con quien tuvo siete hijos.
Falleció el 10 de octubre de 1964, y sus restos fueron homenajeados en la Sala Capitular del Ayuntamiento Municipal de Constanza.